# Jason Spezza
Jason Spezza (ur. 13 stycznia 1983 w Mississaudze) – kanadyjski hokeista, reprezentant Kanady.

## Kariera klubowa
- Toronto Marlboros Midget AAA (1997–1998)
- Brampton Battalion (1998–1999)
- Mississauga IceDogs (1999–2000)
- Windsor Spitfires (2000–2001)
- Belleville Bulls (2001–2002)
- Grand Rapids Griffins (2002)
- Binghamton Senators (2002–2003)
- Ottawa Senators (2002–2014)
  -  Binghamton Senators (2004–2005)
  -  Rapperswil-Jona Lakers (2012–2013)
- Dallas Stars (2014-2019)
- Toronto Maple Leafs (2019-)

Wychowanek klubu Port Credit Storm. Od 2002 zawodnik Ottawa Senators. W listopadzie 2007 roku podpisał 7-letni kontrakt z klubem. Od września 2012 do stycznia 2013 roku na okres lokautu w sezonie NHL (2012/2013) związany kontraktem ze szwajcarskim klubem Rapperswil-Jona Lakers. Od lipca 2014 zawodnik Dallas Stars. Od lipca 2019 zawodnik Toronto Maple Leafs.

## Kariera reprezentacyjna
Uczestniczył w turniejach mistrzostw świata w 2008, 2009, 2011, 2015. Ponadto był rezerwowym na igrzyskach olimpijskich w Turynie.

## Sukcesy

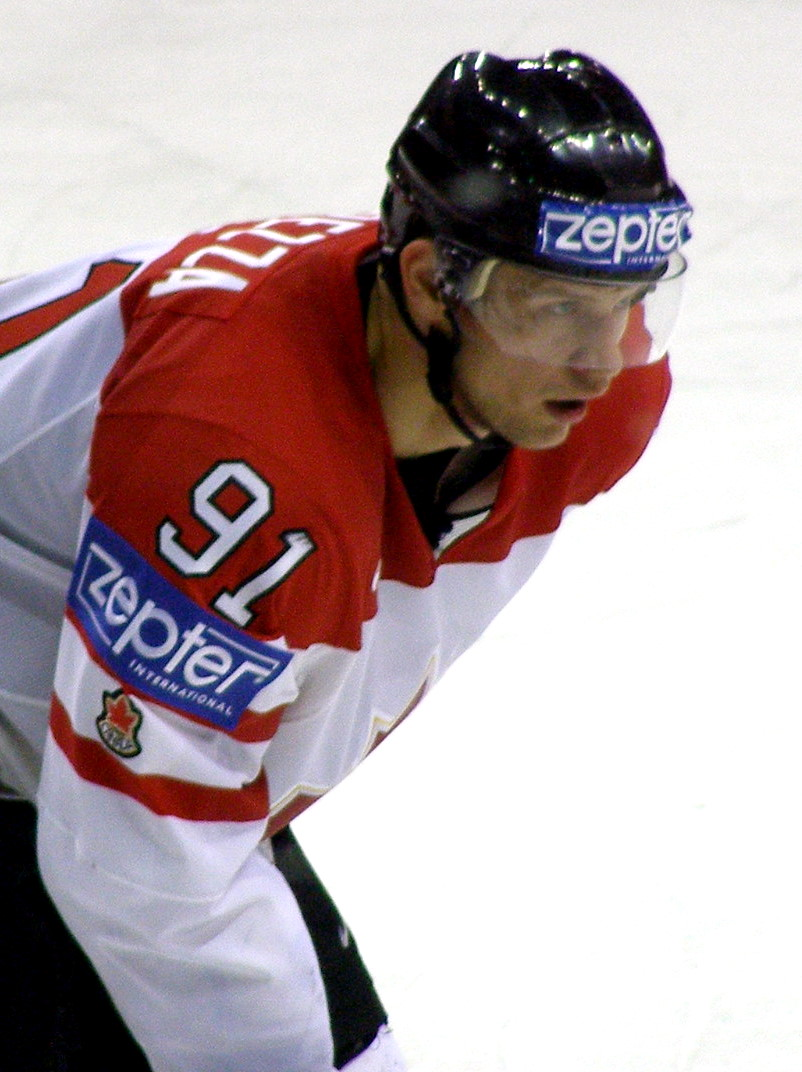
Jason Spezza w barwach Kanady (2008)

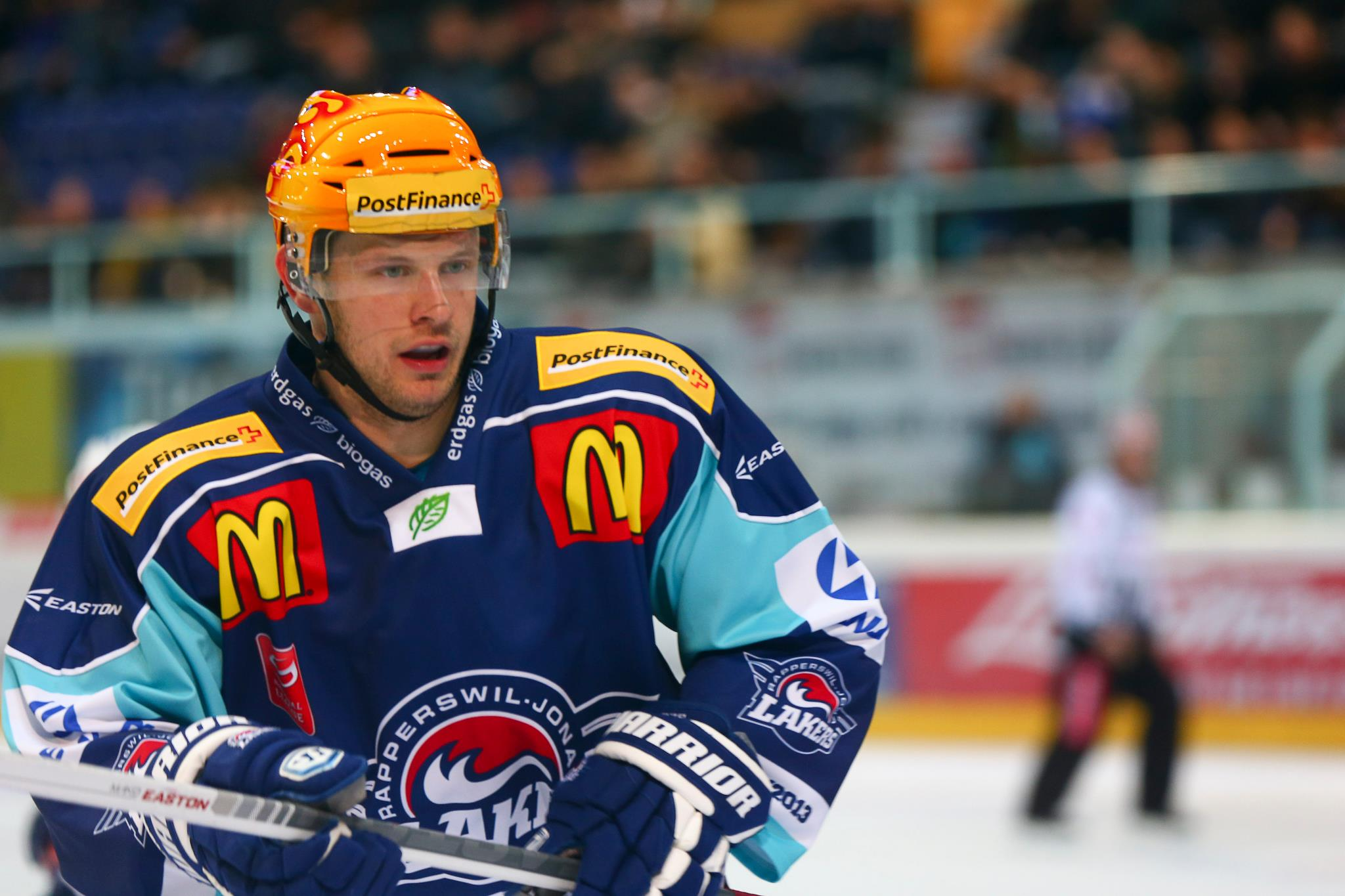
Jason Spezza w barwach Rapperswil-Jona Lakers (2012)

Reprezentacyjne
- Brązowy medal mistrzostw świata juniorów do lat 20: 2000, 2001
- Srebrny medal Mistrzostw Świata Juniorów do lat 20: 2002
- Srebrny medal mistrzostw świata: 2008, 2009
- Złoty medal mistrzostw świata: 2015

Klubowe
- Leyden Trophy: 2002 z Belleville Bulls
- Puchar Spenglera: 2012 z Team Canada

Indywidualne
- Sezon OHL 1998/1999:
  - Pierwszy skład gwiazd pierwszoroczniaków CHL
  - Jack Ferguson Award
- Sezon CHL 2000/2001:
  - CHL Top Draft Prospect Award
  - CHL Top Prospects Game
- Sezon AHL 2002/2003:
  - AHL All-Rookie Team
- Sezon AHL 2004/2005:
  - AHL First All-Star Team
  - Sollenberger Trophy - pierwsze miejsce w klasyfikacji kanadyjskiej: 85 punktów
  - Les Cunningham Award - Najbardziej Wartościowy Zawodnik (MVP)
- Sezon NHL (2006/2007):
  - Pierwsze miejsce w klasyfikacji asystentów w fazie play-off: 15 asyst
  - Pierwsze miejsce w klasyfikacji kanadyjskiej w fazie play-off: 22 punkty
- Sezon NHL (2007/2008):
  - Najlepszy zawodnik miesiąca - listopad 2007
  - NHL All-Star Game
- Mistrzostwa Świata w Hokeju na Lodzie 2009/Elita:
  - Pierwsze miejsce w klasyfikacji strzelców turnieju: 7 goli (ex aequo z Niko Kapananem i Stevenem Stamkosem)
- Sezon NHL (2011/2012):
  - NHL All-Star Game
- Mistrzostwa Świata w Hokeju na Lodzie 2015/Elita:
  - Czwarte miejsce w klasyfikacji strzelców turnieju: 6 goli[5]
  - Pierwsze miejsce w klasyfikacji kanadyjskiej turnieju: 14 punktów[6]
  - Skład gwiazd turnieju[7]
  - Najlepszy napastnik turnieju[8]

Wyróżnienia
- Buck Houle Award: 1998 (przyznana przez Toronto Marlboros w uznaniu za wybitne działania na lodzie, przywództwa i lojalność)[9]